# Репартимьенто
Репартимьенто (исп. repartimiento — букв. — распределение) — в общем смысле в испанских колониях XV—XVI века в Новом Свете и на Филиппинах так обозначали распределение между колонистами земли, коренного населения (рабов[уточнить]), товаров и другого. Так же обозначалась форма принудительного труда коренного населения на колонизаторов. Данная практика развилась из миты, и термин часто понимался как синоним другой формы кабальной зависимости — энкомьенды.